# Richard Kwietniowski
Richard Kwietniowski (Londra, 17 marzo 1957) è un regista e sceneggiatore britannico.

## Biografia
Nato in Inghilterra da una famiglia di origine polacca, Richard Kwietniowski inizia a dirigere cortometraggi sperimentali alla fine degli anni ottanta. Uno di questi, Alfalfa, riceve molte attenzioni nel 1988 alla 38ª edizione del Festival di Berlino ed ottiene il Teddy Award come miglior cortometraggio. Lo stesso anno dirige The Ballad of Reading Gaol e nel 1989 Flames of Passion, che viene proiettato in diversi festival.
Dopo altri corti e alcuni documentari, nel 1996 si occupa della fotografia nel documentario I Was a Jewish Sex Worker di Phillip B. Roth e l'anno successivo dirige il primo lungometraggio, Amore e morte a Long Island. Presentato a Cannes nella sezione Un Certain Regard, il film riceve il plauso della critica e Kwietniowski il premio BAFTA come miglior regista britannico esordiente.

## Filmografia

### Regista

#### Lungometraggi
- Pride '91 (1991) - Documentario
- A Storm in a Teacup (1992) - Documentario, co-regia con Emma Hindley
- Amore e morte a Long Island (Love and Death on Long Island) (1997)
- A Night with Derek (1997)
- A Beginner's Guide to Coming Out (1998) - Documentario
- La doppia vita di Mahowny (Owning Mahowny) (2003)
- Regret Not Speaking (2011)

#### Cortometraggi
- Next Week's Rent (1986)
- Alfalfa (1988)
- Ballad of Reading Gaol (1989)
- Girls in Boy Bars (1989)
- Flames of Passion (1989)
- Proust's Favorite Fantasy (1991)
- Personal Best (1991)
- The Cost of Love (1991)
- Actions Speak Louder Than Words (1992)

#### Serie tv
- Without Walls, episodio Lolita Unclothed (1993) - Co-regia con Peter Stuart

### Sceneggiatore
- Image Con Text, regia di Mike Leggett (1983)
- Ballad of Reading Gaol, regia di Richard Kwietniowski (1989)
- Flames of Passion, regia di Richard Kwietniowski (1989)
- The Cost of Love, regia di Richard Kwietniowski (1991)
- Amore e morte a Long Island (Love and Death on Long Island), regia di Richard Kwietniowski (1997)
- Regret Not Speaking, regia di Richard Kwietniowski (2011)

## Riconoscimenti
- 1988 – Festival internazionale del cinema di Berlino
  - Teddy Award per il miglior cortometraggio per Alfalfa

- 1990 – San Francisco International Lesbian & Gay Film Festival
  - Premio del pubblico per il miglior cortometraggio per Flames of Passion

- 1997 – Semana Internacional de Cine de Valladolid
  - Nomination Espiga de oro per Amore e morte a Long Island

- 1997 – Chicago International Film Festival
  - Premio FIPRESCI, menzione speciale per Amore e morte a Long Island

- 1998 – New York Film Critics Circle Awards
  - Miglior opera prima per Amore e morte a Long Island

- 1999 – British Academy Film Awards
  - Miglior esordio britannico da regista, sceneggiatore o produttore per Amore e morte a Long Island